# Телесные характеристики Будды

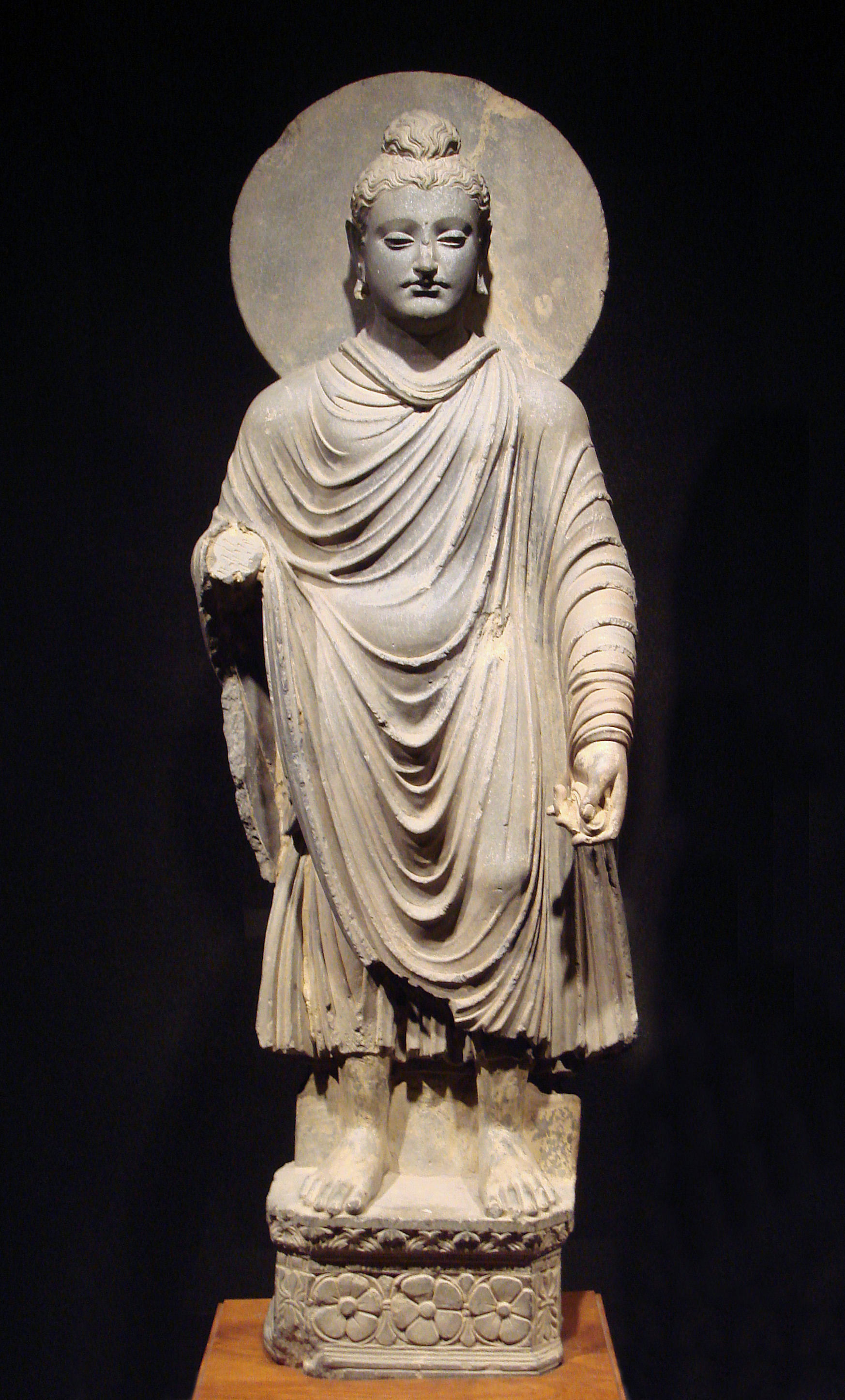
Одно из первых изображений Будды, I—II век н. э., Греко-Буддийское искусство, Гандхара

Телесные характеристики Будды — особые характеристики тел будд, бодхисаттв, главных богов (Брахмы, Индры) и четырёх небесных царей.
Духовный учитель Будда изображается в Буддийском искусстве примерно с I тыс. н. э. в скульптурах и барельефах. Образ Будды формировался по материалам древних источников, в частности, «32 великих признаков тела Будды» описаны в Палийском Каноне. Эти признаки послужили основой для формирования образа Будды. 32 основных великих признаков дополняются 80-ю второстепенными малыми признаками (пали:Anubyanjana).
В Махаяна-буддизме, включающем в себя традиционный эзотерический буддизм, 32 основных признака и 80 второстепенных присутствуют в среднем из трёх тел Будды (Самбхогакая), постижимым в глубокой медитации и отсутствуют в одном из трёх тел Тулку (проявление в обыденном мире).

## История

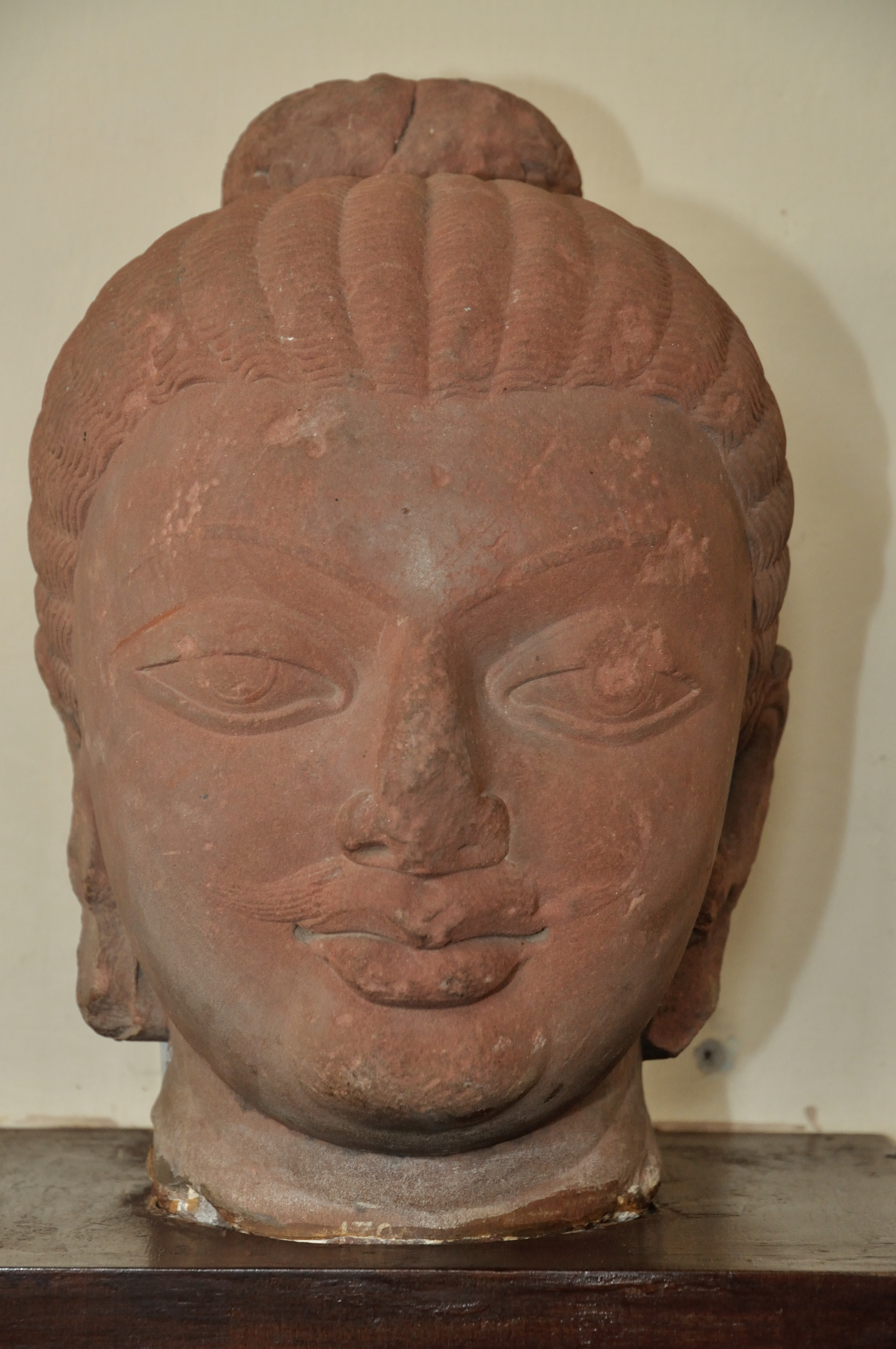
Будда с усами, Гупта. Правительственный Музей, Матхура, Индия

Буддисты древней Индии в течение долгого времени отрицательно относились к возможности изображения Будды. Первоначально присутствие на барельефах со сценами из жизни Будды обозначалось символически — каменным алтарём или скамейкой, отпечатками ног, ступами, лошадью без всадника, колесом закона, деревом, обозначающие какое-либо событие в его жизни. Первые скульптурные изображения Будды в облике человека появились в начале I тыс. н. э. в Гандхаре или Матхуре. Эти изображения продолжали сочетаться с прежними символами. С этого времени Будда стал изображается только в виде человека, отмеченного печатью высшего предназначения.
Первые статуи и бюсты Будды были сделаны в Гандхаре (ныне Кандагар) — области современного Афганистана. Cуществует много статуй и бюстов, где Будда и другие бодхисаттвы изображены с усами.

## 32 великих признака

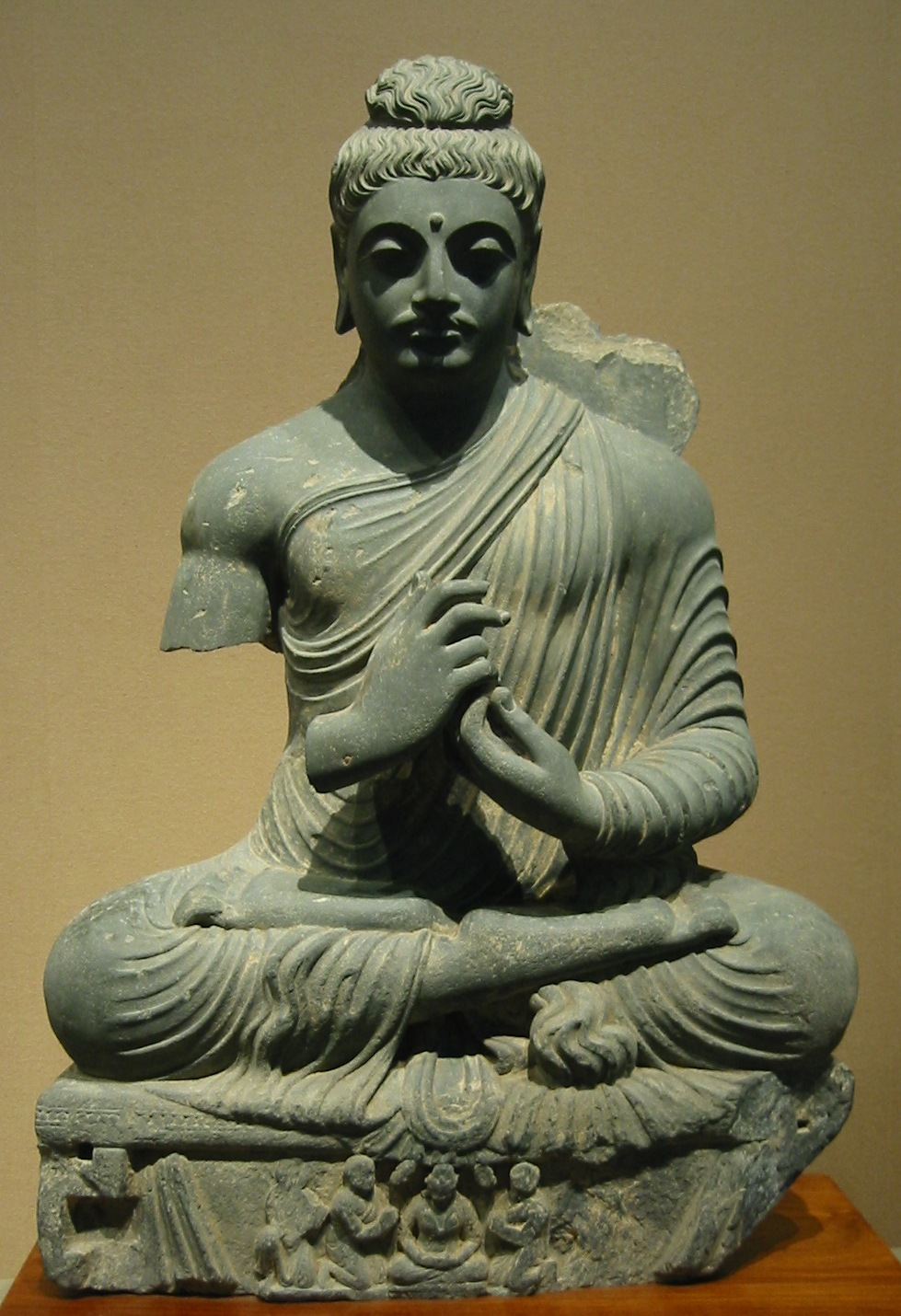
Сидящий Будда, Гандхара, I—II в. н. э. Токийский Национальный Музей

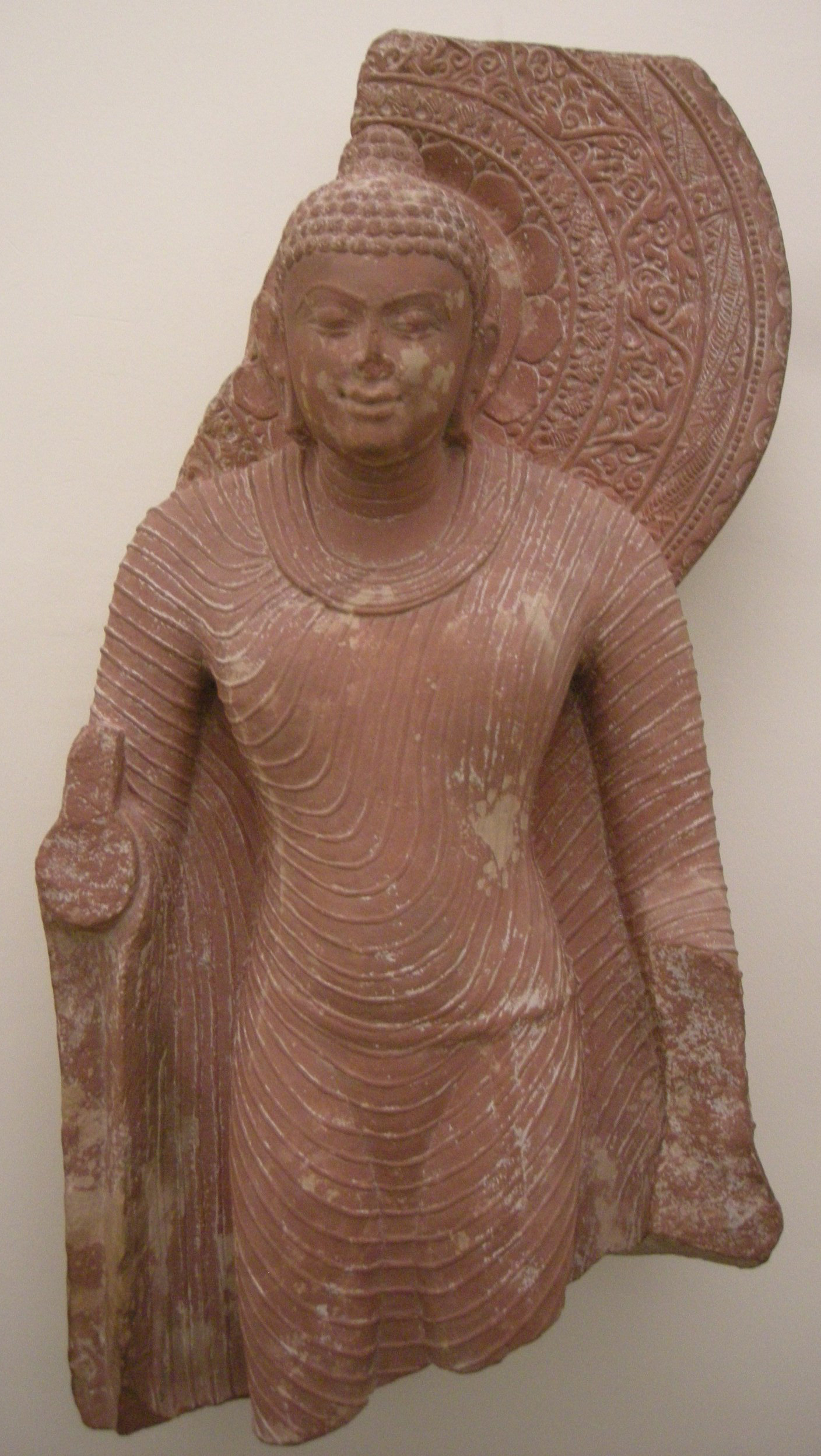
Скульптура Будды. Город Матхура, Индия. V—VI в. н. э.

В седьмой главе «Сутры о мудрости и глупости» упоминаются телесные признаки Будды: «Победоносный, зная чистоту и уважительность помыслов царской дочери, явился к ней в дом и воочию явил ей один из своих телесных признаков — хохолок на макушке, отливающий лазурью».
Тридцать два великих признака тела Будды называются также тридцатью двумя признаками великого человека. Под Великим человеком имеется в виду тот, кто в этой жизни становится Победителем в Истине, Татхагатой или Королём, поворачивающим Колесо, то есть чакравартином, возвращающим мир из хаоса беззакония на высшую ступень порядка.
Будда традиционно изображается с тридцатью двумя признаками великого человека (IAST: mahāpuruṣa lakṣaṇa, пали mahāpurissalakkhaṇa).
Тридцать два признака описаны в сборнике Сутта-питаки — Дигха-никая, в буддийском тексте Маджджхима Никае (Брахмайю сутта МН 91).
32 великих признака:
1. Руки и ноги округлые.
2. Ноги, подобные «черепахе».
3. Пальцы рук соединены перепонками.
4. Руки и ноги мягкие и пухлые, как у молодого.
5. Семь (главных частей тела) выпуклые.
6. Пальцы рук длинные.
7. Пятки ног широкие.
8. Тело массивное и прямое.
9. Колени ног не выдающиеся.
10. Волосы на теле направлены вверх.
11. Голени (икры), как у чёрной антилопы энея.
12. Руки длинные и красивые.
13. Половой орган скрыт.
14. Кожа золотистого цвета.
15. Кожа нежная и тонкая.
16. Кончики волос на теле завиваются кверху. Завитые кверху волосы на теле сине-чёрные, цвета мази для глаз, завиваются вправо.
17. Лицо украшено невидимыми волосинками.
18. Туловище, как у льва.
19. Запястья спереди округлые.
20. Плечи широкие.
21. Превращающий неприятный вкус в приятный.
22. Пропорциональное тело, как дерево ньягродха (санскр. nyag-rodha — «вниз растущее»).
23. Ушниша на голове (его голова, как тюрбан).
24. Язык длинный и красивый.
25. Голос подобен голосу Брахмы.
26. Щёки, как у льва.
27. Зубы совершенно белые.
28. Зубы ровные.
29. Плотно прилегающие зубы.
30. У него сорок зубов.
31. Глаза подобны сапфиру[7].
32. Ресницы глаз, как у быка.

В Тибете и Таиланде ушниша на голове Будды имеет вид наконечника копья или языка пламени. Это, предположительно, является модификацией изображения драгоценного камня, прикрепленного к верхушке ушниши. Этот камень известен буддистам как «чинтамани» — камень, исполняющий все желания.
Ушниша является особым «органом», позволяющим Будде общаться с окружающими в особой сущности. По писаниям, некоторые учения Будда передавал окружающим не словами, а с помощью света, исходящего из ушниши.
В описании тридцати двух признаков великого человека в сутрах первоначального буддизма и поздних сутрах буддизма Махаяны («Лаккхана сутта», «Амбаттха сутта», «Сутра о тридцати двух признаках», «Сутра о бесконечном», «Сутра неисчислимых смыслов», «Саддхарма-пундарика-сутра») есть некоторые различия.

## 80 вторичных признаков
80 вторичных признаков Будды описываются в дошедших до нас Агамах китайского буддийского канона. По данным Гуан Синя (Guang Xing), 80 вторичных признаков связаны с 32 основными признаками, а в целом, они дают более подробное описание Будды в реальном теле. В Сарвастивада ставится вопрос о соотношении главных и второстепенных знаков, и дается разъяснение, что второстепенные признаки также очень важны и не должны смешиваться с основными, подобно тому, как «цветы в лесу придают деревьям своеобразие». 80 второстепенных признаков стали значимыми, поскольку вошли в направления буддизма, включая Махаяна и буддийские традиции. В Палийской литературе 80 вторичных признаков можно найти в жизнеописаниях Будды, высших личностей пратьекабудд, монахов и монахинь — Ападана (Apadāna) и в буддийском тексте Вопросы Милинды (Milindapañha).
Восемьдесят вторичных признаков:
1. Ногти цвета меди.
2. Цвет ногтей масляный.
3. Ногти выпуклые.
4. Пальцы округлые.
5. Пальцы широкие.
6. Пальцы симметричные.
7. Вены тела незаметные.
8. Вены без узлов.
9. Лодыжки скрытые.
10. Ноги ровные.
11. Идущий походкой льва.
12. Идущий походкой гуся.
13. Идущий походкой слона.
14. Идущий походкой вожака стада — быка.
15. Поворачивающий только вправо.
16. Идущий красивой походкой.
17. Идущий прямо (не качаясь).
18. Тело круглое.
19. Тело очищенное.
20. Тело пропорциональное.
21. Тело чистое.
22. Тело нежное.
23. Тело исключительно святое.
24. Тело, полностью достигшее признаков Будды.
25. Осанка прекраснейшая.
26. Идущий ровным шагом.
27. С чистыми глазами.
28. Тело, как у молодого.
29. Тело, не знающее печали.
30. Тело грузное.
31. Тело плотного сложения.
32. Члены тела чётко выделены.
33. Голос при наставлении чистый.
34. С округлённой поясницей (полная талия).
35. С боками ровными.
36. С боками не искривлёнными.
37. Живот подтянутый.
38. С глубоким пупком.
39. Фигура чуть повёрнута направо.
40. Приятное поведение.
41. Все поступки благородные.
42. Не имеющий тёмных родимых пятен.
43. Руки нежные, как хлопчатник.
44. Линии рук ясные.
45. Линии рук глубокие.
46. Линии рук длинные.
47. Лицо не очень продолговатое.
48. Губы красные, как персик.
49. Язык мягкий (эластичный).
50. Язык тонкий.
51. Язык красный.
52. Голос подобен голосу дракона.
53. Голос нежный и мягкий.
54. Зубы круглые.
55. Зубы острые.
56. Зубы белые.
57. Зубы ровные.
58. Зубы симметричные.
59. Нос горбатый.
60. Нос чистый.
61. Глаза большие.
62. Густые ресницы.
63. Глаза, подобные лепесткам лотоса.
64. Брови длинные и тонкие.
65. Брови мягкие.
66. Брови лоснящиеся.
67. Волосы ресниц ровные.
68. Руки длинные и широкие.
69. Уши ровные.
70. Органы чувств без расстройств.
71. Лоб красиво поставленный.
72. Лоб весьма широкий.
73. Голова широкая.
74. Волосы на голове чёрные, как камень «бунба».
75. Волосы густые.
76. Волосы мягкие.
77. Волосы не растрёпаны.
78. Волосы гладкие.
79. Приятным запахом завоевавший любовь рождённых — людей.
80. Руки и ноги украшены благородными узорами любви и знаками счастья.